# Cobitis turcica
Cobitis turcica es una especie de peces de la familia Cobitidae en el orden de los Cypriniformes.

## Reproducción
Es ovíparo.

## Morfología
• Los machos pueden llegar alcanzar los 8,1 cm de longitud total.

## Hábitat
Vive en zonas de clima subtropical.

## Distribución geográfica
Se encuentra en la Anatolia central (Turquía) y la cuenca del río Kor (Irán ).